# Hypargyra crassipes
Hypargyra crassipes är en skalbaggsart som beskrevs av Schmidt 1922. Hypargyra crassipes ingår i släktet Hypargyra och familjen långhorningar. Inga underarter finns listade i Catalogue of Life.